# Kuta Kandis Dendang
Kuta Kandis Dendang is een bestuurslaag in het regentschap Tanjung Jabung Timur van de provincie Jambi, Indonesië. Kuta Kandis Dendang telt 715 inwoners (volkstelling 2010).